# Tegalpasir
Tegalpasir is een bestuurslaag in het regentschap Bondowoso van de provincie Oost-Java, Indonesië. Tegalpasir telt 1873 inwoners (volkstelling 2010).